# TICOM
TICOM (Target Intelligence Committee: comisión de inteligencia de objetivos) fue un proyecto formado en la Segunda Guerra Mundial por EE. UU. para encontrar y capturar agentes de inteligencia particularmente en criptografía. 
El proyecto estaba estimulado primariamente por las organizaciones estadounidenses de criptografía, y tenía apoyo en los más altos niveles.
Muchos grupos fueron mandados al campo de batalla inmediatamente detrás del frente. En abril de 1945, un equipo TICOM encontró un código soviético y material de descifrado en un centro alemán de criptografía.
El material alemán capturado reveló que la máquina Enigma era claramente descifrable. Era simple si se sabía el mecanismo.
TICOM fue uno de los esfuerzos aliados para extraer información desde las fuente nazis durante la Guerra. Otras incluían la Operación Paperclip (cohetería), Operación Alsos (información nuclear) y la Operación Surgeon (aviación).
En la Operación Stella Polaris, los Finladeses fueron evacuados a Suecia después de la Guerra de Continuación. Las grabaciones cayeron todas en manos de los estadounidenses, e incluían información de primera mano acerca de los soviéticos.